# Asău
Asău is een Roemeense gemeente in het district Bacău.
Asău telt 7316 inwoners.